# Cyrtosia (orquídea)
Cyrtosia, es un género de orquídeas de hábitos terrestres. Se compone de  cinco o siete especies originarias del Sudeste de Asia, desde el nivel del mar hasta los 2.700 metros de altitud, algunas de ellas son endémicas de zonas restringidas, por lo general cerca de los rastrojos, porque es un género de plantas de saprofitas que viven en estrecha simbiosis con hongos micorrizas.

## Descripción
Sus hojas no tienen clorofila y no efectúan la fotosíntesis. Distinguido del género más cercano Galeola debido a que son mucho más pequeñas, y por lo general no necesitan de apoyo para sus vástagos, pero si principalmente para sus frutos y semillas. Sus frutos, de color rojo brillante, son el alimento de animales pequeños y sus semillas han desarrollado una corteza con el fin de pasar a través de su tracto digestivo sin perder sus propiedades de germinación. Los estudios moleculares han demostrado que algunas especies ahora consideradas parte de Galeola en realidad deberían ser clasificadas en Cyrtosia, por ejemplo Galeola faberi y Galeola lindleyana. Su especie tipo es Cyrtosia javanica Blume, descrita en 1837.

## Especies
1. Cyrtosia integra (Rolfe ex Downie) Garay, Bot. Mus. Leafl. 30: 232 (1986).
2. Cyrtosia javanica Blume, Bijdr.: 396 (1825).
3. Cyrtosia nana (Rolfe ex Downie) Garay, Bot. Mus. Leafl. 30: 233 (1986).
4. Cyrtosia plurialata Seidenf., Opera Bot. 124: 13 (1995).
5. Cyrtosia septentrionalis (Rchb.f.) Garay, Bot. Mus. Leafl. 30: 233 (1986).